# Dinia mena
Dinia mena là một loài bướm đêm thuộc phân họ Arctiinae, họ Erebidae.